# قطاع

یک قطاع از دایره به رنگ سبز

قطاع دایره یا قطاع بخشی از یک قرص یا دایره‌است که به دو شعاع و یک کمان محدود شده‌است. θ زاویهٔ مرکزی روبروی کمان، {\displaystyle r} شعاع دایره و {\displaystyle L} طول کمان است.
یک قطاع با زاویهٔ ۱۸۰ درجه را نیم‌دایره و با زاویهٔ ۹۰ درجه را ربع دایره می‌نامند. اگر دو انتهای کمان را به هر نقطه‌ای غیر از مرکز دایره وصل کنیم، بخش پدید آمده قطاع نخواهد بود؛ و زاویهٔ ساخته شده در آن هم زاویهٔ مرکزی نخواهد بود.

## مساحت
مساحت سراسر دایره برابر {\displaystyle \pi r^{2}} است پس مساحت یک قطاع برابر است با حاصل ضرب نسبت زاویه‌ای که دربر دارد به زاویهٔ کل دایره (۳۶۰ درجه) در مساحت کل دایره. اگر زاویهٔ θ به رادیان باشد، مساحت قطاع خواهد بود:
{\displaystyle A=\pi r^{2}\cdot {\frac {\theta }{2\pi }}={\frac {r^{2}\theta }{2}}}
و اگر θ به درجه باشد:
{\displaystyle A=\pi r^{2}\cdot {\frac {\theta ^{\circ }}{360}}}
روش دیگر آن است که مساحت این قطاع را از راه انتگرال زیر بدست آوریم:
{\displaystyle A=\int _{0}^{\theta }\int _{0}^{r}dS=\int _{0}^{\theta }\int _{0}^{r}{\tilde {r}}d{\tilde {r}}d{\tilde {\theta }}=\int _{0}^{\theta }{\frac {1}{2}}r^{2}d{\tilde {\theta }}={\frac {r^{2}\theta }{2}}}

## پیرامون
پیرامون یک قطاع برابر است با مجموع طول کمان آن و دو شعاع دایره:
{\displaystyle P=L+2r=\theta r+2r=r\left(\theta +2\right)}
که در اینجا θ به رادیان است.